# Філіпп Супо
Філі́пп Супо́ (фр. Philippe Soupault, 2 серпня 1897, Шавіль, О-де-Сен — 12 березня 1990, Париж) — французький поет, прозаїк, драматург та есеїст. Чільний представник французького сюрреалізму та дадаїзму.

## Біографія
Філіпп Супо народився 2 серпня 1897 року в містечку Шавіль, як третя дитина Моріса Супо, що був доктором медицини та заможним землевласником, та Сесіль Данконьє, яка була дочкою відомого адвоката Віктора Леона Данконьє. Родина Данконьє мала великі статки завдяки торгівлі мереживом.
У 15-річному віці Супо відвідав Німеччину, де побував на берегах річки Рейн та познайомився з літературою німецького романтизму. Велике враження на Супо справило його знайомство 1913 року з Марселем Прустом, з яким він разом перебував у Кобурзі. Першу поетичну збірку «Акваріум» Супо опублікував 1917 року за сприяння Гійома Аполлінера, який познайомив його з Андре Бретоном. З 1919 року Супо разом з Андре Бретоном та Луї Арагоном видавав часопис «Література». Супо починав свою літературну діяльність у колі дадаїстів, та невдовзі він відійшов від цієї літературної течії через її антираціоналізм та нігілізм. Разом з Бретоном Супо зайнявся поетичними експериментами з використанням інших нових технік. Одною з таких технік стало автоматичне письмо, яким написана знаменита збірка Супо та Бретона «Магнітні поля» (1920), що вважається першим визначним твором сюрреалізму. Проте Супо не вдовольняли самі лише сюрреалістські підходи до поезії. Вже 1922 року він почав писати ретельно скомпоновані вірші, такі як Вествего (1922) та Джооджія (1926). Коли сюрреалізм став надто догматичним та заполітизованим, Супо зовсім відійшов від нього й навіть порвав стосунки з Андре Бретоном.
У листопаді 1933 року Філіпп Супо познайомився з німецькою художницею Ре Ріхтер, з якою одружився 1937 року.
З середини 1920 років Супо присвятив себе написанню романів та есе, а також інтенсивно займався журналістською працею. Головними темами його прози є свобода та бунт. Роман «Брати Дюрандо» (1924) присвячений змалюванню французького середнього класу. У «Покійниках» Супо описав свою молодість та конфлікт з родиною через буржуазні звички батьків. В автобіографічному «Часі убивць» (1945) Супо описує свій арешт, санкціонований режимом Віші, та шестимісячне ув'язнення в Тунісі, де під час Другої світової війни він працював журналістом. Друга частина автобіографії Супо «Мемуари забуття» вийшла друком 1981 року. Супо також був автором численних біографії, п'єс та критичних есе.
1972 року він був відзначений Великою премією поезії Французької академії.

## Вибрані твори
Автобіографічні твори
- Histoire d'un blanc. Firmin-Didot, Paris 2003, ISBN 2-07-073463-3. (Paris 1927)
- Mémoires de l'oubli. Lachenal & Ritter, Paris 1986/1997.

1. 1897-1927. 1986, ISBN 2-904388-15-X.
2. 1914-1923. 1997, ISBN 2-904388-45-1.
3. 1923-1926. 1986, ISBN 2-904388-14-1.
4. 1927-1933. 1997, ISBN 2-904388-46-X.

- Profils perdus. Gallimard, Paris 1999, ISBN 2-07-040720-9.

Поезія
- Aquarium. Paris, Imprimerie P. Birault, 1917.
- Rose des vents. Paris, Au Sans Pareil, 1919. http://sdrc.lib.uiowa.edu/dada/rose_des_vents/index.htm [Архівовано 17 жовтня 2015 у Wayback Machine.]
- Les Champs magnétiques, avec André Breton. Paris, Au Sans Pareil, 1920.
- Westwego (1917—1922). Paris, Librairie Six, 1922. http://sdrc.lib.uiowa.edu/dada/westwego/index.htm [Архівовано 17 жовтня 2015 у Wayback Machine.]
- Georgia. Paris, Éd. des Cahiers libres, 1926.
- Il y a un océan. Paris, Guy Lévis Mano, 1936.
- Poésies complètes 1917—1937. Paris, Guy Lévis Mano, 1937.
- Ode to the Bombed London. Ode à Londres bombardée. Alger, Charlot, 1944. Édition bilingue.
- Odes 1943—1946. Paris, Seghers, 1946.
- L'Arme secrète. Paris, Bordas, 1946.
- Message de l'île déserte (1942—1944). La Haye, Stols, 1947.
- Chansons. Lausanne, Eynard, 1949.
- Sans phrases. Osmose-Girard, 1953.
- Poèmes et Poésies (1917—1983). Paris, Grasset, 1973.
- Arc-en-ciel. Rome, Valori Plastici, 1979.
- Odes 1930—1980, Lyon, J.-M. Laffont, 1981.
- Poèmes retrouvés 1918—1981. Paris, Lachenal & Ritter, 1982.
- Poésies pour mes amis les enfants, Paris, Lachenal & Ritter, 1983.
- Georgia, Épitaphes, Chansons. Préface de Serge Fauchereau. Paris, Poésie/Gallimard, 1983.
- Poèmes et Poésies. Paris, Grasset, «Les Cahiers rouges», 1987.
- Les Champs magnétiques. Publication en fac similé du manuscrit original de 1919. Paris, Lachenal & Ritter, 1988.
- Le pirate
- C'est demain dimanche

Проза
- Le négre. (L'imaginaire; Bd, 373). Gallimard, Paris 1997, ISBN 2-07-075164-3. (Paris 1927.)
- Le grand homme. J'ai lu, Paris 1985, ISBN 2-277-21759-X. (Paris 1929)
- En joue! J'ai lu, Paris 1986, ISBN 2-277-21953-3. (Paris 1925)
- Les dernieres nuits de Paris. Gallimard, Paris 1997, ISBN 2-07-075163-5. (Paris 1928)
- Le bon apôtre. Lachenal & Ritter, Paris 1988, ISBN 2-904388-18-4. (Paris 1923)
- Voyage d'Horace Pirouelle. Lachenal & Ritter, Paris 1983, ISBN 2-904388-03-6. (Paris 1929)
- Les frères Durandeau. Lachenal & Ritter, Paris 1995, ISBN 2-904388-41-9.
- Le roi de la vie et autres nouvelles. Lachenal & Ritter, Paris 1992.

Драма
- Tous ensemble autour du monde. Pièce en 3 actes d'après un conte des frères Grimm. Alger, Charlot, 1943.
- La prescription anonyme. Sketch, en coll. avec Isidore Bernhart, Lausanne, Eynard et Blanqui, 1947.
- Vous m'oublierez, «sketch» (1920), S'il vous plaît, «pièce en 3 actes» (1920), en coll. avec André Breton, in Les Champs magnétiques, Gallimard, 1967.
- À vous de jouer. Recueil de 5 pièces. Lyon, J.-M. Laffont, 1980.

Есеїстика
- Anthologie de la Nouvelle Poésie française. Établie par Ph. Soupault avec Léon Pierre-Quint, Francis Gérard et Mathias Lübeck. Paris, Aux Éditions du Sagittaire, Chez Simon Kra, 1924.
- Guillaume Apollinaire ou Reflets de l'incendie. Marseille, Les Cahiers du Sud, coll. «Critique», n° 3, 1926.
- Anthologie de la Nouvelle Prose française. Établie par Ph. Soupault avec Léon Pierre-Quint et Nino Frank. Paris, Aux Éditions du Sagittaire, Chez Simon Kra, 1926.
- Henri Rousseau, le Douanier, Éditions des Quatre-Chemins, 1927.
- William Blake. Paris, Rieder, coll. «Maîtres de l'art moderne», 1928.
- Terpsichore. Paris, Émile Hazan, coll. «Les Neuf Muses», 1928.
- Jean Lurçat, Éditions Cahiers d'Art, coll. «Les Peintres nouveaux», 1928.
- Paolo Uccello. Paris, Rieder, coll. «Maîtres de l'art ancien», 1929)
- Baudelaire. Paris, Rieder, 1931.
- Charlot. Paris, Plon, coll. «La Grande Fable: Chroniques des personnages imaginaires», n° 3, 1931.
- Souvenirs de James Joyce. Alger, Charlot, 1943.
- Eugène Labiche, sa vie, son œuvre. Paris, Sagittaire, 1945.
- Lautréamont. Paris, Seghers, coll. «Poètes d'aujourd'hui», n° 6, 1946.
- Alfred de Musset. Paris, Seghers, coll. «Poètes d'aujourd'hui», 1957.
- Comptines de langue française, anthologie, Paris, Seghers, 1961.
- Profils perdus. Paris, Mercure de France, 1963.
- L'Amitié. Hachette, 1965.
- Collection fantôme. Préface au catalogue de l'exposition de la galerie de Seine, Paris, 1973.
- Écrits de cinéma 1918—1931. Textes recueillis par Odette et Alain Virmaux. Paris, Plon, 1979.
- Écrits sur la peinture. Paris, Lachenal & Ritter, 1980.
- Un Sieur Rimbaud se disant négociant, ouvrage collectif. Paris, Lachenal & Ritter, 1984.
- Écrits sur l'art du XX s.. Édition établie et annotée par Serge Fauchereau. Paris, Éditions Cercle d'Art, coll. «Diagonales», 1994.
- Littérature et le reste 1919—1931. Édition établie par Lydie Lachenal. Préface d'Anne Egger. Paris, Gallimard, coll. «Les Cahiers de la NRF», 2006.

## Українські переклади
Твори Філіппа Супо українською перекладали П. Петренко, Микола Терещенко, Віктор Коптілов та Олег Жупанський.
- Філіпп Супо. Поезії. З французької переклав Віктор Коптілов / Всесвіт, 1994, № 7.
- Троє цуценят покидають Париж. Вірші. Пер. з французької. Упорядник Олег Жупанський. Передмова Григорія Кочура. К.: Веселка, 1991 (в антології опубліковано один вірш Філіппа Супо).